# Emil Voigt (gimnastyk)
Emil Alwell Voigt (ur. 15 grudnia 1879 w Saint Louis, zm. 26 lutego 1946 w Dearborn) – amerykański gimnastyk, trzykrotny medalista olimpijski.
W 1904  reprezentował barwy Stanów Zjednoczonych na rozegranych w Saint Louis letnich igrzyskach olimpijskich, podczas których zdobył trzy medale: srebrny (w ćwiczeniach z maczugami) oraz dwa brązowe (w ćwiczeniach na kółkach i wspinaczce po linie). Startował również w wieloboju drużynowym (4. miejsce), trójboju gimnastycznym (42. miejsce), wieloboju gimnastyczno-lekkoatletycznym (60. miejsce) oraz trójboju lekkoatletycznym (85. miejsce).